# Späntkniv

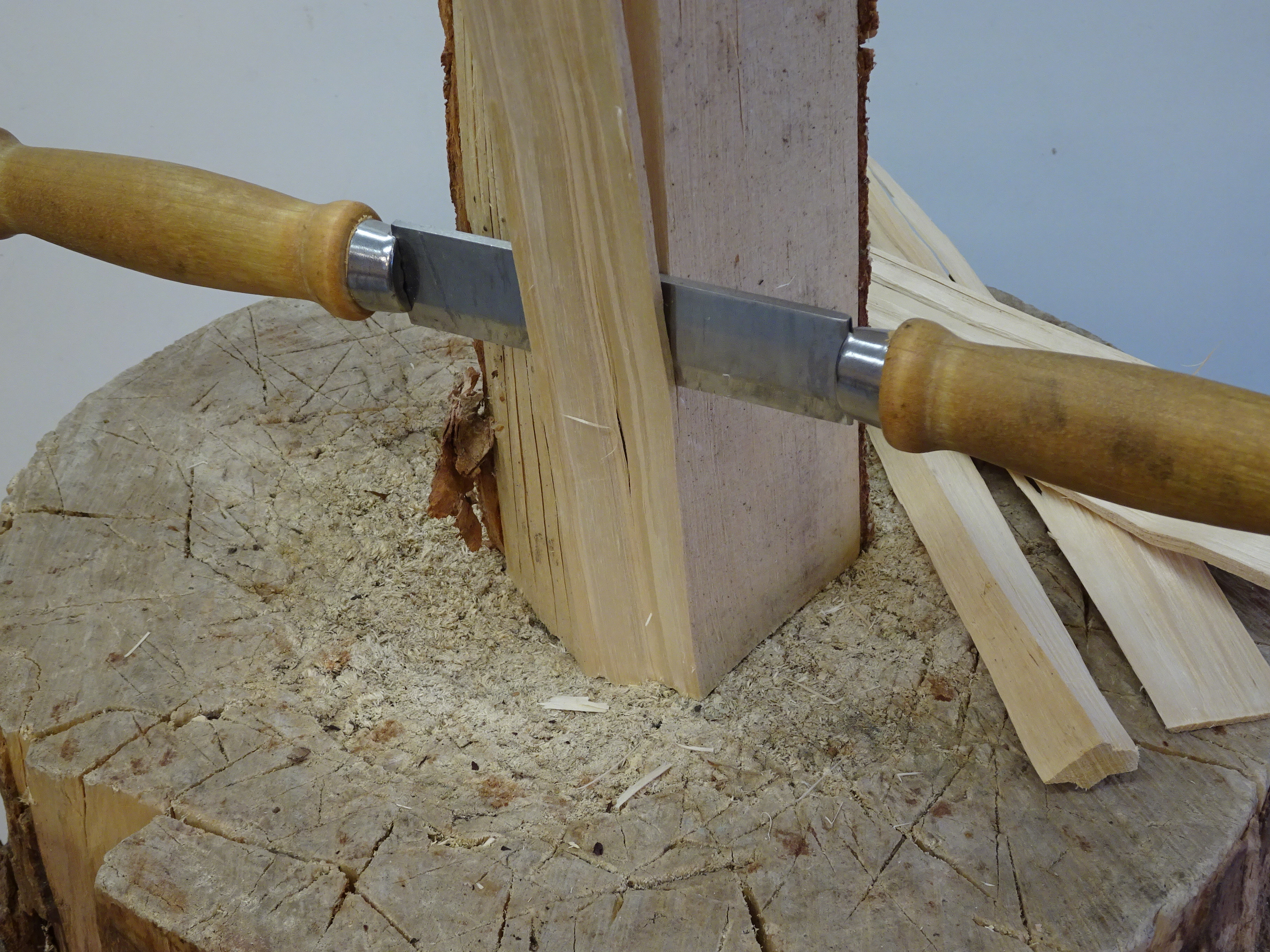

Späntkniv är ett verktyg som används för att spänta (klyva) mindre stickor av vedträn. Späntkniven har dubbel slipfas (d. v. s. som på en vanlig kniv) och handtag i båda ändar vilka ligger i linje med eggen.
När man späntar stickor håller man ett handtag i vardera handen och eggen riktad nedåt. Man sätter kniven mot änden av ett vedträ som man stöder mot ett fast underlag och skär bort en sticka från vedträet genom att trycka kniven nedåt.
Någon gång hör man ordet bandkniv i stället för späntkniv men bandkniven har ett annat utseende och funktion.